# Leo Janz
Leo Erich Janz (* 12. Juni 1919 in Saskatchewan, Kanada; † 8. Juni 2006 in Abbotsford, Kanada) war ein kanadischer Evangelist und Sänger.

## Leben
Leo Janz entstammte einer russlandmennonitischen Familie, die 1786 aus Glaubensgründen von den Niederlanden nach Russland und 1903/04 von dort nach Kanada ausgewandert war. Sein Großvater war Gründer und Pastor der Mennonite Brethren Church in Main Centre (Saskatchewan), sein Vater war Farmer. Leo Janz hatte sieben Brüder und drei Schwestern. In der Familie wurde Plattdeutsch gesprochen.
Janz absolvierte einen dreijährigen Kurs an der Herbert Bible School in Herbert (Saskatchewan) und ging bereits während dieser Zeit gemeinsam mit anderen Bibelschülern als Evangelist und Sänger auf Reisen. Nach Abschluss des Kurses übernahm er die Leitung der Sonntagsschulklasse seiner Gemeinde und hielt wöchentliche Versammlungen im Schulgebäude ab. Um seinen theologischen Horizont zu erweitern, studierte er anschließend noch zwei Jahre am Prairie Bible Institute in Three Hills (Alberta). Während dieser Zeit heiratete er Lydia Doell, eine Freundin seiner jüngsten Schwester. Das junge Ehepaar ließ sich in einem kleinen Dorf bei Swift Current (Saskatchewan) nieder und übernahm dort die Leitung einer Missionskirche der Western Children’s Mission.
Anlässlich eines Sommerlagers für Kinder 1946 trat Leo Janz erstmals mit seinen Brüdern Hildor und Adolph sowie Adolphs Schwager Cornie Enns als Gesangsquartett auf. Im folgenden Jahr belegte er am Briercrest Bible Institute in Caronport (Saskatchewan) einen weiteren theologischen Aufbaukurs, und das Quartett sang jede Woche in der Radiosendung des Instituts, „The Young People’s Hour“. Anschließend wurden die vier vom Prairie Bible Institute in den Evangelisations- und Reisedienst berufen. Sie produzierten täglich eine fünfzehnminütige Live-Radiosendung mit dem Titel „Hymns That Live“ sowie eine wöchentliche Sendung für Kinder, die von mehreren kanadischen Sendern ausgestrahlt wurden und bei den Hörern sehr beliebt waren.
1951 unternahm das Janz Quartett auf Einladung von Jugend für Christus eine dreimonatige Evangelisationsreise durch Deutschland, die ebenfalls auf große Resonanz stieß. Nach ihrer Rückkehr beschloss Leo Janz, sich verstärkt auf das Predigen zu konzentrieren, und er wirkte eine Zeitlang gemeinsam mit Adolph Janz und Cornie Enns als Lehrer am Prairie Bible Institute, während Hildor Janz in Los Angeles eine Gesangsausbildung absolvierte.
Die positiven Erfahrungen in Deutschland ermutigten Leo Janz 1954, gemeinsam mit Hildor, dem Pianisten Harding Braaten und ihren Ehefrauen dauerhaft nach Europa überzusiedeln. Sie ließen sich in Basel nieder und wirkten zunächst vor allem in Gemeinden der Pilgermission St. Chrischona. Ihre erste öffentliche Evangelisation fand anlässlich der Basler Mustermesse statt und dauerte einen ganzen Monat. Es folgte eine Veranstaltungsreihe in der Essener Grugahalle, die von bis zu 9500 Personen pro Abend besucht wurde. In den nächsten Jahren und Jahrzehnten hielt das Janz Team zahlreiche weitere evangelistische Großveranstaltungen ab, nahm Schallplatten auf und produzierte (bis 1980) Sendungen für Radio Luxemburg. Ab 1965 wurden auch mehrere Evangelisationsreisen nach Südamerika unternommen (Brasilien, Paraguay, Argentinien).
1989 kehrte Leo Janz aus Altersgründen nach Kanada zurück, wo er seine letzten Jahre in einem Pflegeheim verbrachte. Er starb nach längerer Krankheit vier Tage vor seinem 87. Geburtstag.
Leo Janz ist der Vater von Paul Janz und Ken Janz, beide Mitbegründer der christlichen Rockband Deliverance.